# NK Bistarac
NK Bistarac je bosanskohercegovački nogometni klub iz Bistarca kod Lukavca. 
Upisan je u registar udruga Županije Soli u knjigu II, pod r.b. 572 12. travnja 1999. godine, a na osnovi rješenja Ministarstva pravde Županije Soli od 12. travnja 1999. godine. Sjedište je u Bistarcu. Prvi predsjednik je Rade Tunjić i prvi predsjednik skupštine je Vlado Tunjić.
Sjedište je poslije vođeno i na Lukavac, na adresi igralište bb.

## Vanjske poveznice
- Vlada Županije Soli  Arhivirana inačica izvorne stranice od 16. lipnja 2015. (Wayback Machine) Službene novine Županije Soli, 8. travnja 2013., godina 20, broj 3., str. VIII.